# リック・アンキール
リチャード・アレクサンダー・アンキール（Richard Alexander Ankiel, 1979年7月19日 - ）は、アメリカ合衆国フロリダ州フォートピアース出身のプロ野球選手。左投左打。投手としてデビューした後、イップスによる制球難に陥って野手（外野手）に転向した。投手としてメジャーリーグ通算10勝、打者としてメジャーリーグ通算70本塁打を両方達成しており、これはベーブ・ルース以来の記録である。

## 経歴

### プロ入り前
ポート・セントルーシー高校に進んだアンキールは、最速97マイル（約156キロ）の直球と縦に鋭く落ちるカーブを武器に、3年時の1997年には防御率0.47、11勝1敗、74回を投げて162奪三振と、1回に2人以上を三振に取り、高校在学中にノーヒットノーランを3回達成という驚異的な成績を残す。

### プロ入りとカージナルス時代
USAトゥデイ紙の選出する全米最優秀高校野球選手に選出されるなど、「高校球界No.1のサウスポー」と絶賛され、1巡目指名は確実と思われた。強硬派エージェントとして有名なスコット・ボラスが代理人であったため、その後の交渉難航を嫌い指名を回避する球団も出たが、セントルイス・カージナルスが2巡目（全体の72番目）で指名する。すんなり契約とはいかなかったものの8月28日にドラフト指名した球団と契約した新人選手として史上最高額となる契約金250万ドルで合意する。
1998年はAとアドバンストAで投げ、カロライナリーグのオールスターに選出、さらにカージナルス傘下の最優秀マイナー選手にも選ばれた。
1999年はAA、AAAと順調にステップアップし、常に奪三振率は9を超えていた。マイナーではテキサスリーグのオールスターに選出、さらにベースボールアメリカ紙選出の最優秀マイナー選手にも選ばれた。8月にはメジャーに昇格し、5試合に先発するが勝ち星をあげることは出来なかった。
2000年のシーズン、チームは開幕直前にジム・エドモンズを獲得し、前年18勝をあげエース格であったケント・ボッテンフィールドと新人内野手アダム・ケネディを放出するなど、ローテーション総入れ替えに近い状態であり、開幕から先発陣に入ることとなる。4月9日のミルウォーキー・ブルワーズ戦で初勝利をあげ、最終的には96四死球、12暴投と荒さはあったものの通算11勝7敗、特に最後の１か月は防御率1.97、4勝負けなしの成績でチームのナ・リーグ中地区優勝に貢献する。新人王投票でもラファエル・ファーカルに次ぐ2位に入った。
この時点で殿堂入りの名投手スティーブ・カールトンと比べられるまでになっていたアンキールは、アトランタ・ブレーブスとのディビジョンシリーズ第1戦に先発する。初回に2四球を出したものの2回終了時点では無失点におさえていたが、3回に突如乱れる。9番ピッチャーのグレッグ・マダックスを四球でまず歩かせ、1アウトを取ったものの2番アンドリュー・ジョーンズに2暴投を与え結局四球で出し、3番チッパー・ジョーンズは三振で打ち取ったもののこの打席でも暴投を投げる。4番アンドレス・ガララーガへも暴投するなど乱調は止まらず、なんとか2アウトは取ったが、ウォルト・ワイスにヒットを打たれたところで交代。この回は2安打4四球5暴投で4失点と散々な結果となってしまった。
チームは3勝0敗でブレーブスに勝利し、ニューヨーク・メッツとのリーグチャンピオンシップシリーズへと進んだ。乱調のことを「あれは冗談だ」と笑い飛ばしていたアンキールであったが、第2戦の先発では、先頭打者のティモ・ペレスは三振に打ち取ったものの3四球、2暴投と不安定で2/3回を投げたところで降板となった。プレッシャーの少ない場面での調整を考えていた首脳陣は、6対0で負けていた第5戦にアンキールをリリーフで登板させる。だが2/3回を投げて2四球、2暴投とシーズン中のピッチングは出来なくなっていた。チームは1勝4敗でメッツに破れ、ワールドシリーズ進出はかなわなかった。
先発陣に故障者が多かったための苦肉の策ではあったが、チャンピオンシップシリーズ第1戦の先発を任されたことは20歳の彼には荷が重くイップスに繋がったと言われた。過去にもサンディー・コーファックス、ランディ・ジョンソン、ジョン・スモルツ、マーク・ウォーラーズ、野手ではスティーブ・サックス、チャック・ノブロックなどが同じように突如コントロールを失う症状におちいった事がある。
2001年も開幕からコントロールが定まらず、5月11日はAAAへ降格となる。しかしそこでも4回1/3を投げて四球17、12暴投と改善のきざしは見えず、28日にはシングルAに降格、最終的にはルーキーリーグまで落とされてしまう。ルーキーリーグでは暴投こそ14試合で8個と多かったものの奪三振率16.22を記録、また指名打者としても出場し、105打席で10本塁打、35打点、打率.286と非凡な才能を見せた。前年メジャーでフルシーズン活躍した選手ではあるが、ルーキーレベルの最優秀選手、リーグのオールスター、最優秀投手、最優秀指名打者に選出された。
2002年はひじの故障でシーズン全休、2003年はAAで開幕をむかえるが、ひじの状態は思わしくなく7月16日にトミー・ジョン手術を受ける。2004年はリハビリの後マイナーで計6試合に投げ、9月1日にはメジャー昇格。四球は1個とコントロールは改善されていた。
再度ノーコン病におちいっていたスプリングトレーニング中の2005年3月9日、アンキールは打者転向を発表する。彼は「投球フォームを改良してみたがうまくいかず、ストレスがたまり気持ちが続かない」と語った。トニー・ラルーサ監督にその件を相談した所、チームは打者転向をすすめた。シーズンはAA、AAAで過ごし、合計21本塁打を放った。2006年はスプリングトレーニング中にひざを痛め、5月26日には手術を行いシーズン全休となる。2007年はAAAで開幕をむかえ、102試合で32本塁打、89打点と成績を残し、8月9日にメジャーに昇格する。その日のサンディエゴ・パドレス戦で先発出場したアンキールをファンはスタンディングオベーションでむかえた。また7回には外野手転向後の初本塁打を放った。
2本塁打、7打点をあげた翌日の9月7日、ニューヨーク・デイリーニューズが2004年の1年間、アンキールがヒト成長ホルモン（HGH）を使用していたと報じた。3月にラルーサ監督が飲酒運転で逮捕され、4月には同じ飲酒運転での事故でジョシュ・ハンコックが死亡するなど、暗いニュースが多かったチームでは、アンキールのメジャー昇格は数少ない明るい話題であっただけに、この報道は衝撃を与えた。彼はトミー・ジョン手術からの回復のために使用したことを認めたが、全て医者の処方にしたがってやったことだと語った。他に名前のあがったトロイ・グロース、ジェイ・ギボンズ、スコット・ショーエンワイス（以上ステロイド）、ジェリー・ヘアストン・ジュニア、ゲイリー・マシューズ・ジュニア（以上HGH）らと共に調査が行われたが、アンキールは証拠不十分で処分の対象にはならなかった。12月13日に発表されたミッチェル報告書においてもアンキールの名前が載った。

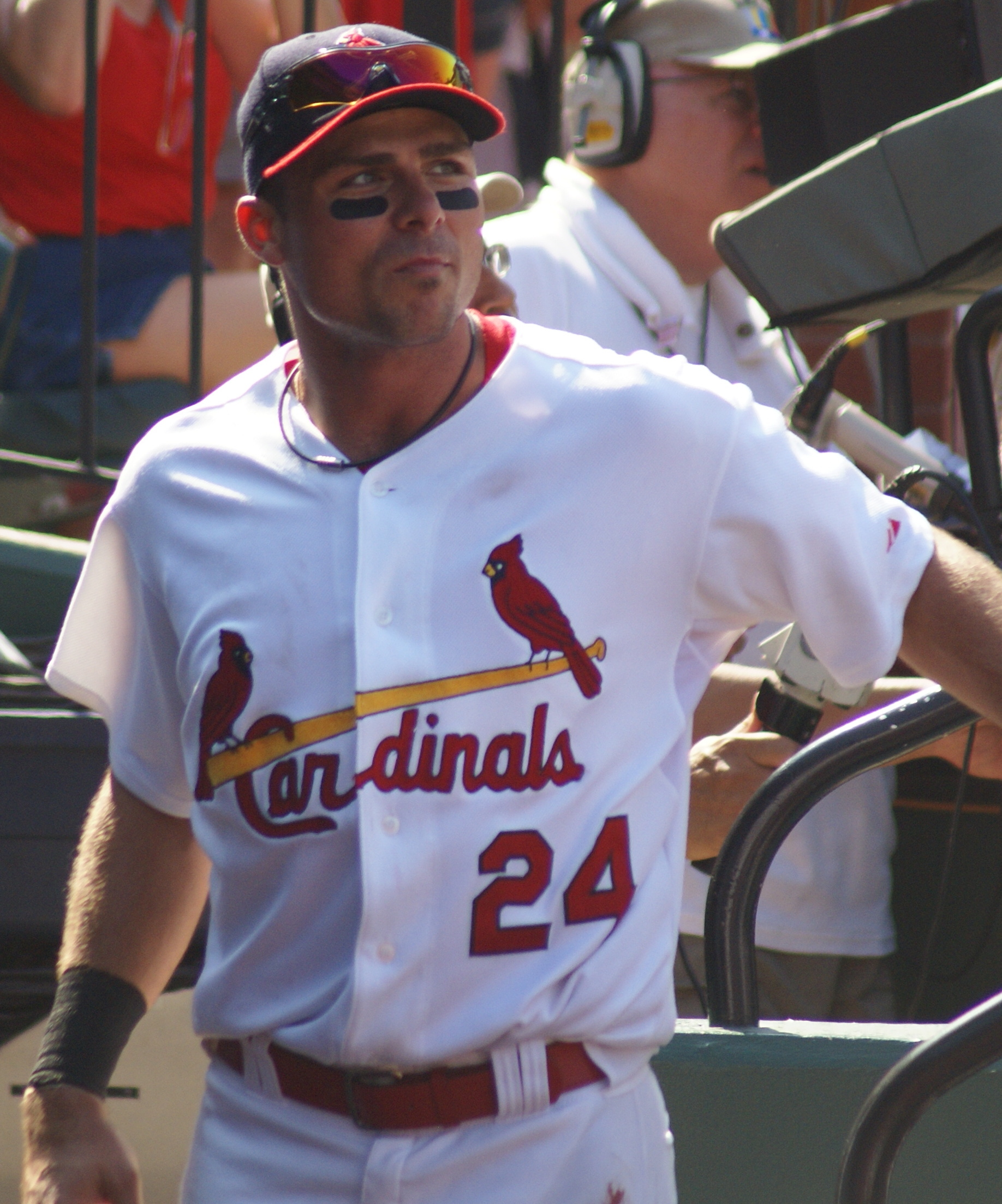
2008年7月20日

2008年は主に右翼手としてプレー。120試合に出場し、打率2割6分4厘、25本塁打、71打点の成績で、オフには約280万ドルで一年契約を結んだ。
2009年のスプリング・トレーニングでは一番打者への定着が期待されたが、打撃不振に陥る。5月4日のフィリーズ戦で外野フェンスに激突したことで故障者リストに入った。

### カージナルス退団後
2010年1月11日に、カンザスシティ・ロイヤルズと1年契約総額325万ドルで移籍した。
7月31日にカイル・ファーンズワースと共にトレードでアトランタ・ブレーブスへ移籍した。ジャイアンツとのナ・リーグ地区シリーズ第2戦では決勝の場外ホームランを放った。

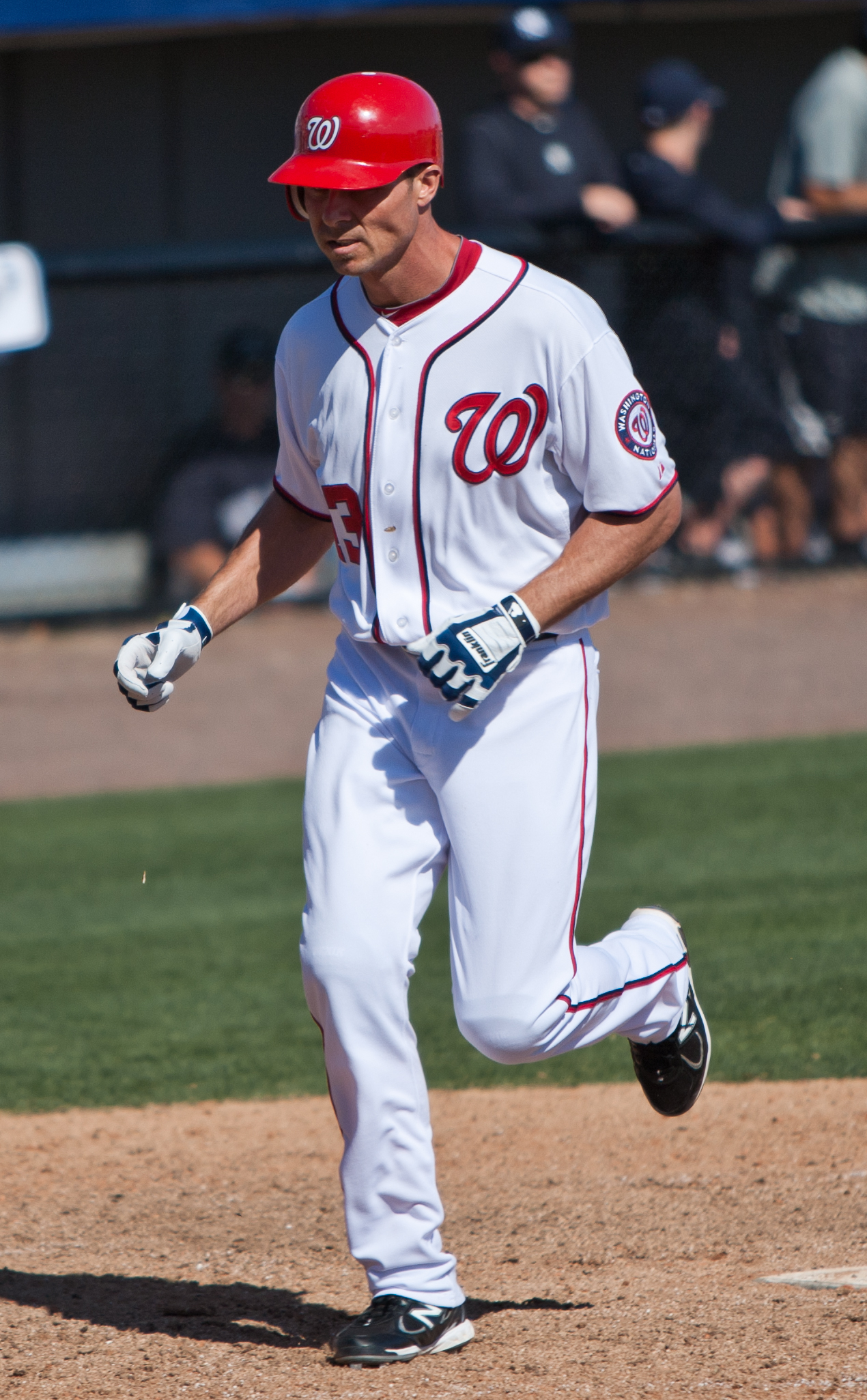
2011年3月12日

12月2日にワシントン・ナショナルズと1年契約総額150万ドルで契約。2011年は中堅手としてロジャー・バーナディーナと併用された。
2012年はかつての投手経験を生かして同僚のスティーブン・ストラスバーグにアドバイスを送ったが、自身の出場機会は限られ、7月7日にDFAとなった。
2013年1月17日にヒューストン・アストロズとマイナー契約を結んだ。オープン戦で好調な打撃をみせメジャー契約を勝ち取ると、開幕戦でデレク・ローから代打ホームランを放った。しかし、その後は成績が低迷し、5月6日にDFAとなる。
5月13日に、ニューヨーク・メッツとマイナー契約を結んだ。また、その日のうちにメジャーに昇格した。6月13日に放出された。
2014年3月5日に現役引退を表明した。

### 現役復帰計画
2018年9月1日、ルイスビルで行われたOB選手のワールドシリーズに出場し、2安打4打点の活躍をしたほか、投手としても登板して89mph（約143km/h）を記録した。翌9月2日に投手として現役復帰を表明した。
その後は肘の靭帯再建手術を受けるなど真剣に復帰を目指していたが、2019年7月、術後の肘の状態が思わしくないとして復帰計画を断念した。

## プレースタイル
リーグ屈指の強肩を備える外野手。打撃ではパワーはあるが確実性に欠ける。
元々は投手で2000年には投手として30試合に先発し、11勝、194奪三振を記録している。

## 詳細情報

### 年度別打撃成績
| 年 度     | 球 団     | 試 合 | 打 席 | 打 数 | 得 点 | 安 打 | 二 塁 打 | 三 塁 打 | 本 塁 打 | 塁 打 | 打 点 | 盗 塁 | 盗 塁 死 | 犠 打 | 犠 飛 | 四 球 | 敬 遠 | 死 球 | 三 振 | 併 殺 打 | 打 率 | 出 塁 率 | 長 打 率 | O P S |
| --------- | --------- | ----- | ----- | ----- | ----- | ----- | -------- | -------- | -------- | ----- | ----- | ----- | -------- | ----- | ----- | ----- | ----- | ----- | ----- | -------- | ----- | -------- | -------- | ----- |
| 1999      | STL       | 9     | 11    | 10    | 0     | 1     | 0        | 0        | 0        | 1     | 0     | 0     | 0        | 1     | 0     | 0     | 0     | 0     | 3     | 0        | .100  | .100     | .100     | .200  |
| 2000      | STL       | 35    | 73    | 68    | 8     | 17    | 1        | 1        | 2        | 26    | 9     | 0     | 0        | 1     | 0     | 4     | 0     | 0     | 20    | 1        | .250  | .292     | .382     | .674  |
| 2001      | STL       | 6     | 10    | 8     | 1     | 0     | 0        | 0        | 0        | 0     | 0     | 0     | 0        | 1     | 0     | 1     | 0     | 0     | 5     | 0        | .000  | .111     | .000     | .111  |
| 2004      | STL       | 5     | 2     | 1     | 0     | 0     | 0        | 0        | 0        | 0     | 0     | 0     | 0        | 0     | 0     | 1     | 0     | 0     | 1     | 0        | .000  | .500     | .000     | .500  |
| 2007      | STL       | 47    | 190   | 172   | 31    | 49    | 8        | 1        | 11       | 92    | 39    | 1     | 0        | 1     | 4     | 13    | 0     | 0     | 41    | 3        | .285  | .328     | .535     | .863  |
| 2008      | STL       | 120   | 463   | 413   | 65    | 109   | 21       | 2        | 25       | 209   | 71    | 2     | 1        | 0     | 3     | 42    | 3     | 5     | 100   | 8        | .264  | .337     | .506     | .843  |
| 2009      | STL       | 122   | 404   | 372   | 50    | 86    | 21       | 2        | 11       | 144   | 38    | 4     | 3        | 0     | 3     | 26    | 4     | 3     | 99    | 5        | .231  | .285     | .387     | .672  |
| 2010      | KC        | 27    | 101   | 92    | 14    | 24    | 7        | 0        | 4        | 43    | 15    | 1     | 0        | 0     | 1     | 7     | 0     | 1     | 29    | 2        | .261  | .317     | .467     | .784  |
| 2010      | ATL       | 47    | 139   | 119   | 17    | 25    | 6        | 1        | 2        | 39    | 9     | 2     | 1        | 0     | 0     | 19    | 2     | 1     | 42    | 1        | .210  | .324     | .328     | .651  |
| '10計     | ATL       | 74    | 240   | 211   | 31    | 49    | 13       | 1        | 6        | 82    | 24    | 3     | 1        | 0     | 1     | 26    | 2     | 2     | 71    | 3        | .232  | .321     | .389     | .709  |
| 2011      | WSH       | 122   | 415   | 380   | 46    | 91    | 20       | 0        | 9        | 138   | 37    | 10    | 3        | 3     | 1     | 29    | 1     | 2     | 96    | 7        | .239  | .296     | .363     | .659  |
| 2012      | WSH       | 68    | 171   | 158   | 15    | 36    | 10       | 2        | 5        | 65    | 15    | 1     | 3        | 1     | 0     | 12    | 3     | 0     | 59    | 3        | .228  | .282     | .411     | .694  |
| 2013      | HOU       | 25    | 65    | 62    | 6     | 12    | 3        | 0        | 5        | 30    | 11    | 0     | 0        | 0     | 0     | 3     | 0     | 0     | 35    | 0        | .194  | .231     | .484     | .715  |
| 2013      | NYM       | 20    | 71    | 66    | 7     | 12    | 4        | 1        | 2        | 24    | 7     | 0     | 1        | 0     | 0     | 5     | 0     | 0     | 25    | 1        | .182  | .239     | .364     | .603  |
| '13計     | NYM       | 45    | 136   | 128   | 13    | 24    | 7        | 1        | 7        | 54    | 18    | 0     | 1        | 0     | 0     | 8     | 0     | 0     | 60    | 1        | .188  | .235     | .422     | .657  |
| MLB：11年 | MLB：11年 | 653   | 2115  | 1921  | 260   | 462   | 101      | 10       | 76       | 811   | 251   | 21    | 12       | 8     | 12    | 162   | 13    | 12    | 555   | 31       | .240  | .302     | .422     | .724  |

### 年度別投手成績
| 年 度    | 球 団    | 登 板 | 先 発 | 完 投 | 完 封 | 無 四 球 | 勝 利 | 敗 戦 | セ 丨 ブ | ホ 丨 ル ド | 勝 率 | 打 者 | 投 球 回 | 被 安 打 | 被 本 塁 打 | 与 四 球 | 敬 遠 | 与 死 球 | 奪 三 振 | 暴 投 | ボ 丨 ク | 失 点 | 自 責 点 | 防 御 率 | W H I P |
| -------- | -------- | ----- | ----- | ----- | ----- | -------- | ----- | ----- | -------- | ----------- | ----- | ----- | -------- | -------- | ----------- | -------- | ----- | -------- | -------- | ----- | -------- | ----- | -------- | -------- | ------- |
| 1999     | STL      | 9     | 5     | 0     | 0     | 0        | 0     | 1     | 1        | 0           | ----  | 137   | 33.0     | 26       | 2           | 14       | 0     | 1        | 39       | 2     | 0        | 12    | 12       | 3.27     | 1.21    |
| 2000     | STL      | 31    | 30    | 0     | 0     | 0        | 11    | 7     | 0        | 1           | .611  | 735   | 175.0    | 137      | 21          | 90       | 2     | 6        | 194      | 12    | 2        | 80    | 68       | 3.50     | 1.30    |
| 2001     | STL      | 6     | 6     | 0     | 0     | 0        | 1     | 2     | 0        | 0           | .333  | 124   | 24.0     | 25       | 7           | 25       | 0     | 3        | 27       | 5     | 0        | 21    | 19       | 7.13     | 2.08    |
| 2004     | STL      | 5     | 0     | 0     | 0     | 0        | 1     | 0     | 0        | 2           | 1.000 | 43    | 10.0     | 10       | 2           | 1        | 0     | 2        | 9        | 1     | 0        | 6     | 6        | 5.40     | 1.10    |
| MLB：4年 | MLB：4年 | 51    | 41    | 0     | 0     | 0        | 13    | 10    | 1        | 3           | .565  | 1039  | 242.0    | 198      | 32          | 130      | 2     | 12       | 269      | 20    | 2        | 119   | 105      | 3.91     | 1.36    |

### 記録
MiLB
- オールスター・フューチャーズゲーム選出 1回：1999年

## 参考資料
- Rick Ankiel Timeline - MLB - ESPN.com
- Rick Ankiel's wild times - NYDailyNews.com